# Шмелевка (Пензенская область)
Шмелевка — деревня в Белинском районе Пензенской области России. Входит в состав Балкашинского сельсовета.

## География
Расположена в 5 км к востоку от села Балкашино, на р. Большой Чембар.

## Население
| 2010 |
| ---- |
| 14   |

## История
Основана в первой половине 19 в. Входила в состав Балкашинской волости Чембарского уезда. После революции в составе Среднереченского, после 1950-х Балкашинского сельсовета. Бригада колхоза имени Ленина.